# Reserva natural de Ocean Grove
La Reserva natural de Ocean Grove (en inglés: Ocean Grove Nature Reserve) es una reserva natural de forma rectangular y de 1,43 kilómetros cuadrados junto a la localidad de Ocean Grove y a 25 km al sureste de la ciudad de Geelong, en la península de Bellarine, en el estado de Victoria, Australia.
Contiene el único remanente significativo de bosque nativo en la península de Bellarine como lo fue antes de la colonización europea y la extensa limpieza del terreno que se produjo.
Está rodeado de tierras agrícolas y de una urbanización. Es administrado por Parques de Victoria. Los registros de la variedad de aves ilustran los cambios que se producen en un remanente de un bosque aislado.
Los orígenes de la reserva se remontan a la formación de un comité en 1962, bajo el impulso del club de Naturalistas de Geelong y su presidente, Jack Wheeler.
El objetivo era hacer una recolección de fondos para adquirir una zona de matorrales de propiedad privada para protegerlo del desarrollo. Con los fondos recaudados se logró la compra de unas 81 hectáreas iniciales. La reserva se abrió al público en 1971. 
En 1973 se compraron unas 62 hectáreas adyacentes de tierras parcialmente despejadas y que ahora forman la sección oriental de la reserva.